# Cicindela duodecimguttata
Cicindela duodecimguttata — вид жуков-скакунов из семейства жужелиц. Описан в 1825 году.

## Распространение
Широко распространены в восточной части Северной Америки (но отсутствуют на прибрежной равнине крайнего юго-востока и в большей части Флориды).

## Описание
Длина 12-15 мм. Окрас от тёмно-коричневого до чёрного. У большинства жуков этого вида на надкрыльях двенадцать точек. Этот факт нашел свое отражение в англоязычном названии скакуна.
Cicindela duodecimguttata обычно водятся вдоль рек, дорог, влажных троп, тропинок.